# Club Deportivo Alfonso Ugarte (Tacna)
El Alfonso Ugarte es un club de fútbol de la ciudad peruana de Tacna, en el departamento homónimo. Fue fundado el 9 de octubre de 1929. El nombre del club perenniza la memoria del Coronel Alfonso Ugarte, defensor de Arica en la Guerra del Pacífico. Actualmente participa en la Copa Perú, buscando el ascenso a la Liga 3.
Tiene como clásico rival al CD Coronel Bolognesi, al ser el otro equipo de la ciudad, con quien disputa el Clásico Tacneño.

## Historia

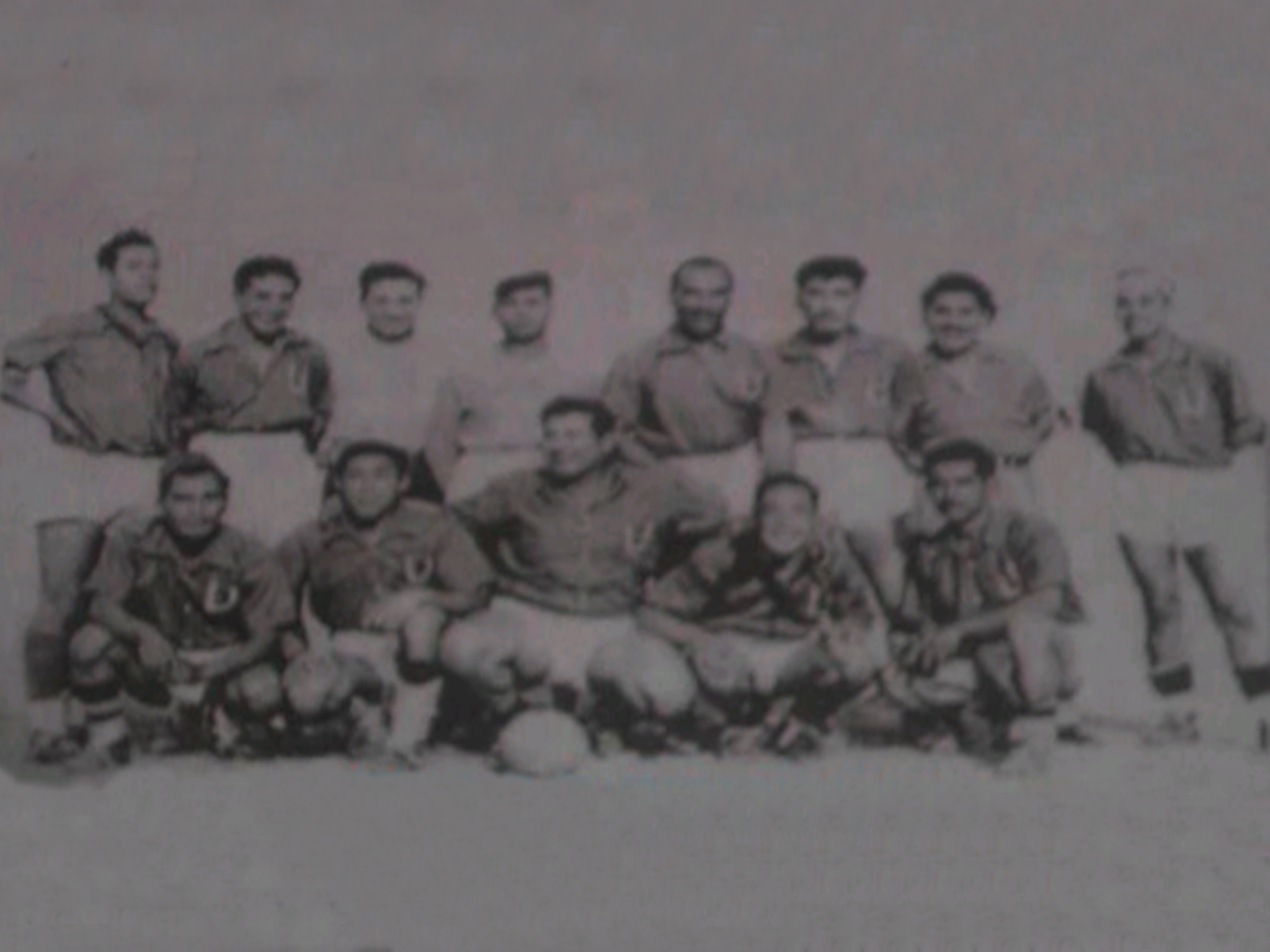
Alfonso Ugarte campeón de la Liga de Tacna en 1945.

### Fundación
El Club Deportivo Alfonso Ugarte fue fundado el 9 de octubre de 1929 en el barrio el Callao - el Plebeyo de la ciudad de Tacna. Por iniciativa de exalumnos de la Gran Unidad Escolar Alfonso Ugarte de Tacna, decidieron fundar su club de fútbol honrando a su casa de estudio.

### Campañas en la Copa Perú
En 2005 conquistó la Liga Departamental de Tacna, en la Copa Perú 2005 participó en la Región VII, donde quedó último en su grupo detrás de Senati FBC y de Social Chalaca, y por lo tanto quedó eliminado.
En 2006 conquistó la Liga Departamental de Tacna, y en la Copa Perú 2006 participó en la Región VII, al igual que en el 2005 quedó último en su grupo detrás de Senati FBC y el Deportivo G.E.R., y por lo tanto quedó eliminado.

### Campaña en la Liga de Tacna 2013
Para la temporada 2013 el Alfonso Ugarte participó en la Liga Distrital de Tacna, la primera fecha debutó con triunfo ante Deportivo Maurrodri, por un estrecho margen. Los 'Chatos del Callao' se impusieron 4-3. 
En la segunda fecha, Alfonso Ugarte consiguió su segunda victoria gracias al 2-1 con que se impuso a Defensor UNTAC. Los tantos de los Chatos del Callao fueron de Sidney Santana y Erick Domínguez; mientras que el descuento universitario lo hizo Carlos Zevallos.
El descanso de Coronel Bolognesi fue bien aprovechado por Alfonso Ugarte, que pasó al primer lugar gracias a su victoria ante Villa Panamericana. A los 'Chatos del Callao' les bastó el 1-0 con gol de Kenneth Chuquimia para convertirse en el nuevo puntero.
La fecha ocho fue la más esperada ya que se jugaba el 'Clásico Tacneño', Coronel Bolognesi no lució lo suficiente, es más su juego no convenció, pero igual fue suficiente para resolver el encuentro 3 a 1 ante Alfonso Ugarte a su favor.
El interés mayor de esta fecha final de la primera rueda entre Alfonso Ugarte y Mariscal Miller, pues ambos llegaban con aspiración a meterse en la 'liguilla por el título'. No obstante, el empate favorecía a los Carasucias por su mejor diferencia de goles. Y el partido se mantenía así, provocando la desesperación de Ugarte que se quedaba con nueve hombres en el tramo final del partido. Pero cuando el reloj marcaba los 87', un penal favorable a Mariscal Miller colmó la paciencia de los hinchas y jugadores del 'Alfonso Ugarte', los cuales se fueron contra el árbitro José Calizaya y su primer asistente Darwin Ccota. Al final, el penal no se ejecutó y el encuentro, a falta de tres minutos, fue suspendido. Ante ello, la CJ habría decidido respetar el resultado, con lo que los rojinegros se metían al grupo que jugará por el título. y así Alfonso Ugarte jugo la liguilla por la permanencia.
El día 25 de mayo, se jugó los partidos por la permanencia, siendo Alfonso Ugarte el favorito a llevarse el encuentro y permanecer junto a Deportivo Municipal en la Primera División de la Liga del Cercado. Con un amplio dominio, y pese a quedarse con 10 hombres, y con una actuación distinguida de su jugador Kenneth Chuquimia (quien marcó un triplete) y goles de Erick Callomamani y Sidney Santana, los chatos del barrio Callao se impusieron a su similar de Deportivo Maurrodri por 5 goles a cero; y de esta manera, sellaron su estadía en la Primera División de Tacna.

## Uniforme
- Uniforme titular: Camiseta celeste, pantalón blanco, medias blancas.
- Uniforme alternativo: Camiseta blanca, pantalón blanco, medias blancas.

| 2006 | 2011 | 2013-presente |  |

## Estadio

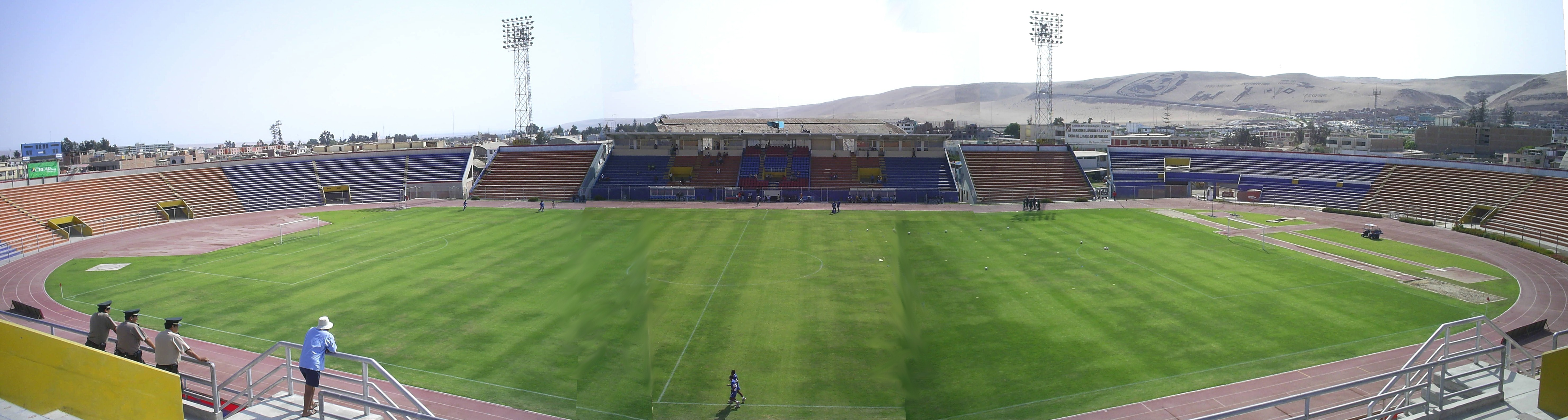
Estadio Jorge Basadre de Tacna.

El escenario se encuentra ubicado en Tacna, el cual fue remodelado y ampliado con motivo de ser sede de la Copa América 2004.
Tiene capacidad para 19.850 personas y cuenta con un buen gramado e iluminación artificial. Su nombre original fue Estadio Modelo de Tacna pero fue rebautizado con su actual nombre de Jorge Basadre Grohmann, quien fuera historiador tacneño.
Antes el estadio solo contaba con las tribunas de Occidente, Oriente solo en la mitad de la capacidad actular, no había tribuna Norte y la de Sur estaba mal construida a la mitad. Con motivo de la Copa América 2004 se construyó la tribuna Norte, a la del Sur se le remodeló llegando a su máximo de capacidad y la tribuna de Oriente contó con un segundo nivel para 3.500 personas. Además se le colocaron 4 torres para la iluminación necesaria y se mejoraron las vías de acceso.

## Rivalidades

### Clásico Tacneño
El rival tradicional de Alfonso Ugarte es el CD Coronel Bolognesi. Encuentro futbolístico de larga historia en el fútbol tacneño. Sobre finales de los años veinte, la rivalidad entre colegios se trasladó al campo deportivo y los exalumnos de las dos grandes unidades escolares, C.N. Coronel Bolognesi y C.N. Alfonso Ugarte, decidieron fundar sus clubes de fútbol honrando a sus casas de estudios; desde aquel entonces, nació el Clásico Tacneño. Sin embargo, con el correr del tiempo y la irregularidad del cuadro ugartino fue perdiendo notabilidad.

## Palmarés

### Torneos regionales
| Competición regional              | Títulos                             | Subcampeonatos |
| --------------------------------- | ----------------------------------- | -------------- |
| Liga Departamental de Tacna (2/0) | 2005, 2006.                         |                |
| Liga Provincial de Tacna (1/0)    | 2005.                               |                |
| Liga Distrital de Tacna (6/2)     | 1945, 1956, 1958, 1959, 1960, 1961. | 1955, 2025.    |